# Giulia Gorlero
Giulia Gorlero (Imperia, 26 settembre 1990) è un'ex pallanuotista italiana.

## Biografia
Cresciuta nel vivaio della Rari Nantes Imperia, ha esordito in serie A1 con la stessa squadra ligure nella stagione 2008-09.
Con la nazionale juniores ha conquistato la medaglia d'oro ai campionati europei di categoria nel 2008 e dall'anno successivo viene convocata nella nazionale maggiore, con la quale ha preso parte ai campionati mondiali di Shanghai 2011, a due edizioni della World league, vincendo l'argento nel 2011, agli europei del 2010, conclusi ai piedi del podio, e a quelli del 2012, vincendo la medaglia d'oro. Il 13/07/2015 tramite il suo account Facebook annuncia che ha preso la decisione di lasciare con dispiacere l'Imperia, a partire dalla stagione 2015/2016. Destinazione: Waterpolo Messina. 
Vince la medaglia d'argento alle Olimpiadi di Rio 2016 con il Setterosa.
Il 14 Settembre 2016 firma un contratto per un anno con la neopromossa Nuoto Club Milano. 
In seguito a questa esperienza si riunisce al suo coach storico Marco Capanna, accettando l'offerta della Cosenza pallanuoto, trasferendosi quindi in Calabria. Con questa squadra, il 11/02/2018 si classifica al terzo posto di coppa italia (final four ad Ostia, presso centro natatorio).
Da agosto 2018 difende la porta della prestigiosa Ekipe Orizzonte Catania del coach Martina Miceli.
Vita privata
Nel 2023, insieme alla collega e amica Giulia Emmolo,  dopo aver esercitato a Roma nella squadra sportiva della polizia "Fiamme Oro", indossa la divisa della polizia di stato e viene assegnata alla questura di Imperia.
Ha frequentato l'università telematica eCampus e si è laureata in psicologia.
Inoltre, come visibile dai suoi profili social, Giulia è vegana e buddhista.

## Palmarès

### Club
- Campionato italiano: 3

Imperia: 2013-14
Orizzonte Catania: 2018-19, 2020-21
- Coppe Italia: 1

Orizzonte Catania: 2020-21
- Coppe LEN: 3

Imperia: 2011-12, 2014-15
Orizzonte Catania: 2018-19
- Supercoppa LEN: 2

Imperia: 2012
Orizzonte Catania: 2019

### Nazionale
- Olimpiadi

Rio de Janeiro 2016: 
- World League

Tianjin 2011: 
- Europei

Eindhoven 2012: 
Belgrado 2016: 
- Mondiali

Kazan' 2015: 
- Oro ai campionati europei juniores: 2

Chania 2008 - Napoli 2009
- Argento ai campionati europei juniores: 1

Chania 2007